# Botschaft der Republik Indonesien (Bonn)
Die Botschaft der Republik Indonesien in der Bundesrepublik Deutschland hatte von 1980 bis 1999 ihren Sitz im Bonner Stadtbezirk Bad Godesberg. Das ehemalige Kanzleigebäude der Botschaft, errichtet 1980, steht im Ortsteil Godesberg-Nord an der Bernkasteler Straße (Hausnummer 2). Es war noch bis Dezember 2016 im Besitz der Republik Indonesien und wurde zeitweise noch von dem Land genutzt.

## Geschichte

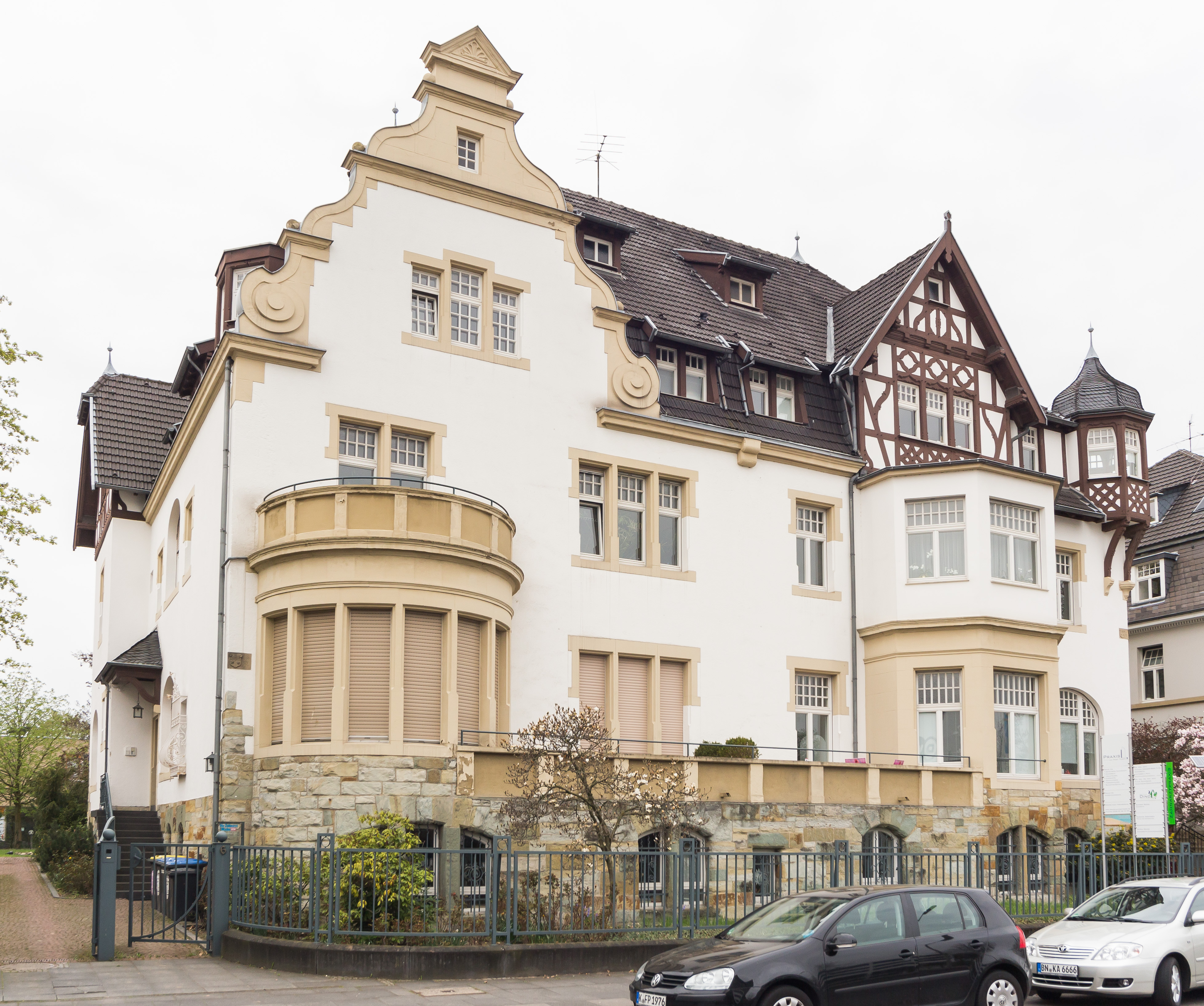
Villa Kurt-Schumacher-Straße 4/6 (2013), 1953–1979 Kanzlei der indonesischen Botschaft

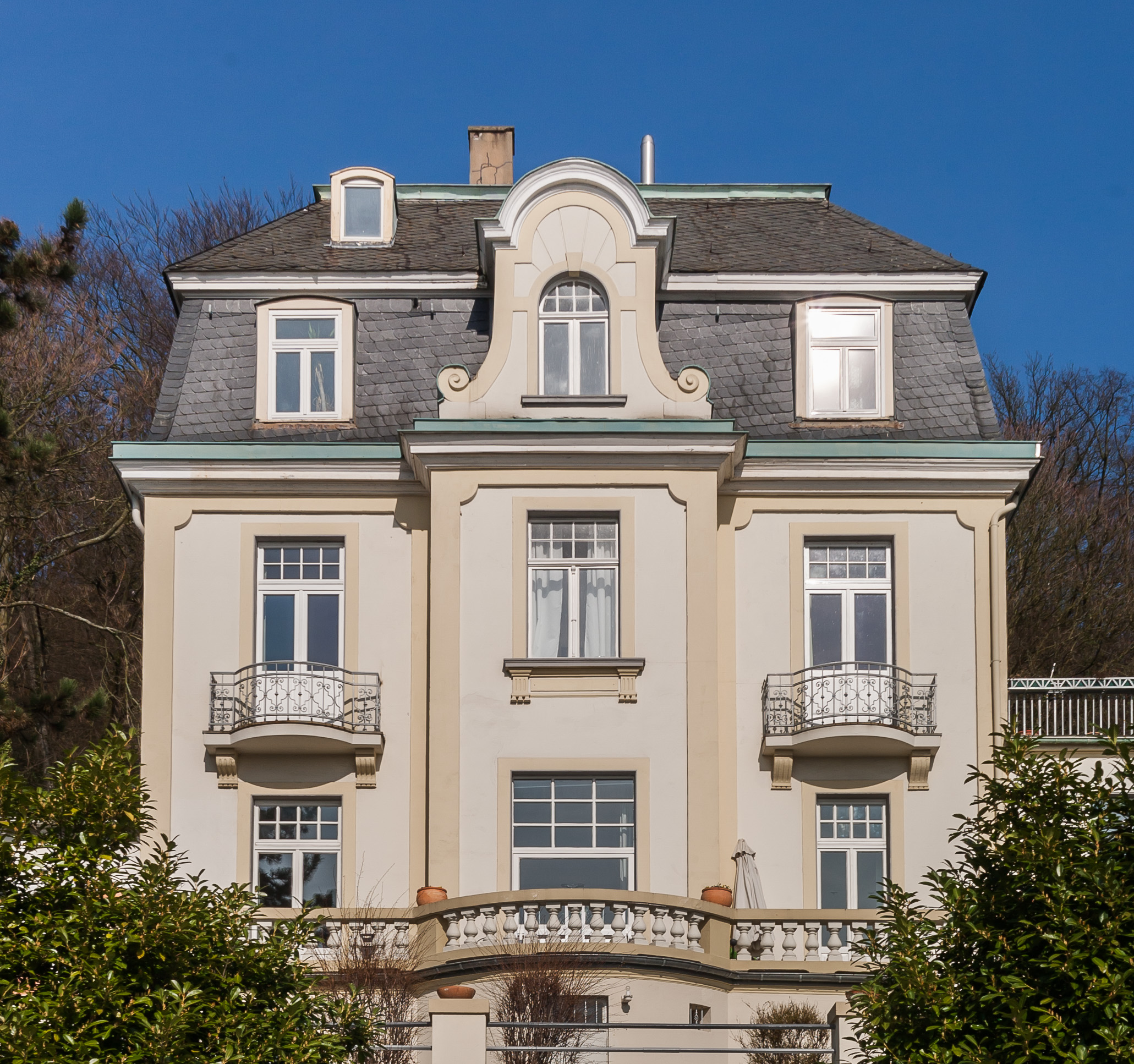
Haus Felseck in Königswinter (2013), in den 1950er- und 1960er-Jahren Residenz der Botschaft

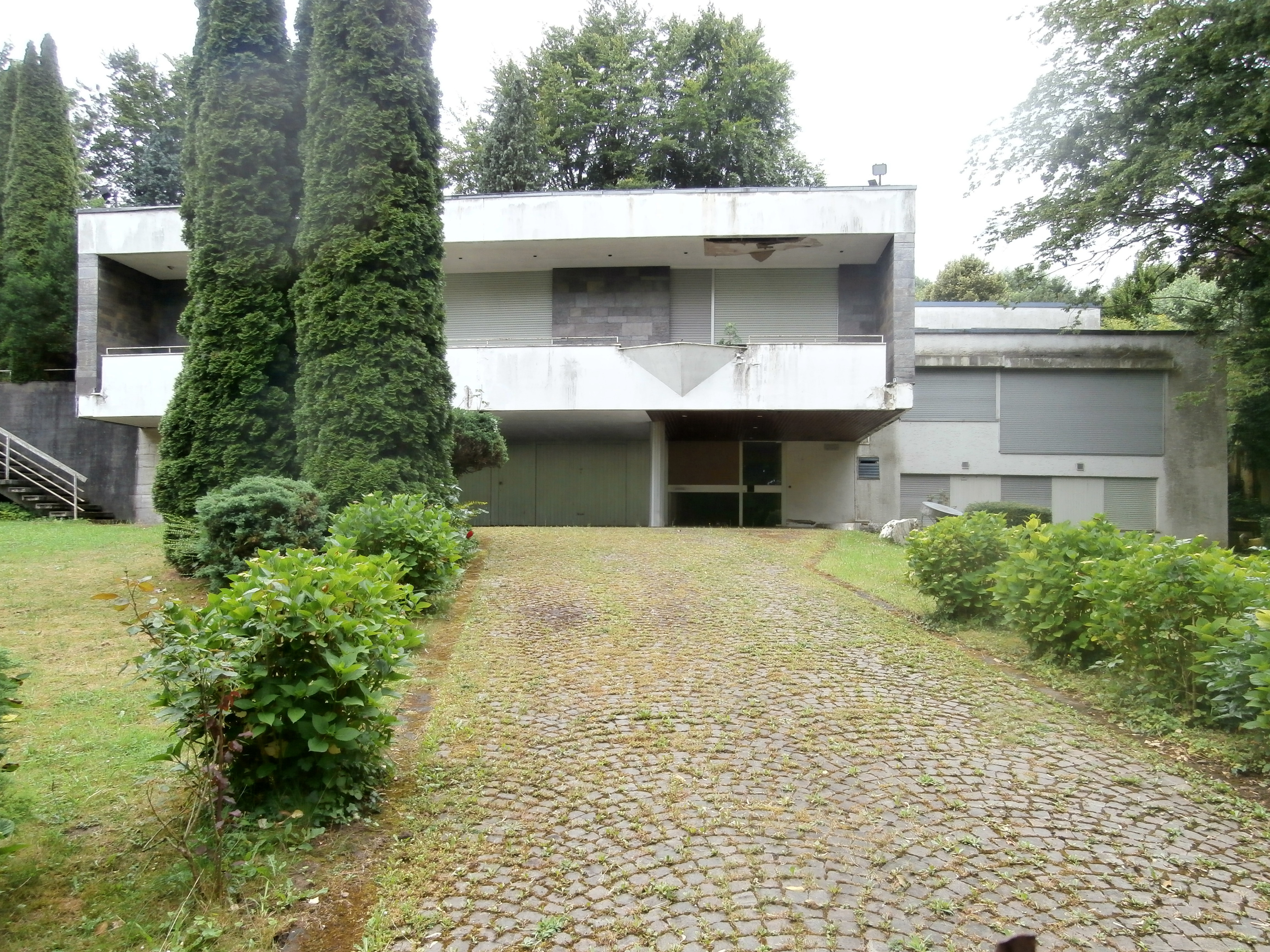
Haus Im Hag 24 in Bonn-Mehlem (2015), Residenz der Botschaft ab 1972

Nach der Aufnahme diplomatischer Beziehungen zwischen der Republik Indonesien und der Bundesrepublik Deutschland am 25. Juni 1952 eröffnete Indonesien 1953 eine Botschaft am Regierungssitz Bonn. Die Kanzlei der Botschaft war von Beginn an in der Villa Kurt-Schumacher-Straße 4 im Zentrum des Parlaments- und Regierungsviertels beheimatet. Als Residenz der Botschaft, Wohnsitz des Botschafters, diente das Haus Felseck in Königswinter. Die Militärabteilung der Botschaft hatte in der ersten Hälfte der 1960er-Jahre ihren Sitz im Ortsteil Plittersdorf (Hochkreuzallee 3), anschließend im Ortsteil Godesberg-Villenviertel (Plittersdorfer Straße 81) und sodann im Ortsteil Rüngsdorf (Heerstraße 95, heute Konstantinstraße). Während von Mai 1965 bis Dezember 1971 die diplomatischen Beziehungen zwischen der Bundesrepublik und Algerien unterbrochen waren, nahm die Botschaft der als Schutzmacht auftretenden Republik Indonesien mit einer Abteilung für die Interessen der Demokratischen Volksrepublik Algerien vom Standort der bisherigen algerischen Botschaft (Rheinallee 32) aus die Geschäfte für das Land wahr. Als Residenz der Botschaft diente ab 1972 ein sechs Jahre zuvor nach einem Entwurf des Architekten Dirk Denninger entstandenes Wohnhaus in Hanglage im Ortsteil Mehlem (Im Hag 24), das ehemals der ortsansässigen Firma Ringsdorff gehörte.
Als sich die indonesische Regierung auf eine längere Präsenz am Regierungssitz Bonn einzustellen begann, plante sie Ende der 1970er-Jahre einen Neubau der Botschaftskanzlei auf einem etwa 3.100 m² großen Grundstück in Bad Godesberg, dem Schwerpunkt der diplomatischen Vertretungen in Bonn. Er wurde an ein Wohnhaus (Bernkasteler Straße 2a) angefügt, konnte 1980 fertiggestellt und bezogen werden. Seit den 1980er-Jahren war die Kulturabteilung der Botschaft im Ortsteil Dottendorf (Dottendorfer Straße 86) ansässig.
Infolge der Verlegung des deutschen Regierungssitzes zog die indonesische Botschaft zwischen November 1999 und Februar 2000 mit zuletzt etwa 60 Mitarbeitern nach Berlin in einen Neubau in Berlin-Mitte um. In Bonn wurde zunächst im vormaligen Kanzleigebäude eine Außenstelle der Botschaft mit der Verteidigungsabteilung belassen, die um 2003 ebenfalls nach Berlin verlegt wurde. Die ehemalige Residenz im Ortsteil Mehlem (Im Hag 24) stand seit dem Umzug nach Berlin leer und war weiterhin im Besitz der Republik Indonesien; im ehemaligen Kanzleigebäude der Botschaft wurde spätestens 2012 die Vertretung Indonesiens beim Sekretariat der Klimarahmenkonvention der Vereinten Nationen (UNFCCC) in Bonn als Teilbereich der indonesischen Botschaft in Berlin eingerichtet. Am 12. Dezember 2016 wurden die beiden ehemaligen Botschaftsgebäude versteigert. Das ehemalige Kanzleigebäude an der Bernkasteler Straße wurde saniert und steht zur Vermietung (Stand: April 2021). Heute (Stand Dezember 2023) ist das renovierte Gebäude das Hotel NYCE.